# Lista över Norges kommuner

Karta över Norges kommuner 2020.

Norges kommuner sorterade efter fylke.

## Agder fylke
- Arendals kommun
- Birkenes kommun
- Byglands kommun
- Bykle kommun
- Evje og Hornnes kommun
- Farsunds kommun
- Flekkefjords kommun
- Frolands kommun
- Gjerstads kommun
- Grimstads kommun
- Hægebostads kommun
- Ivelands kommun
- Kristiansands kommun
- Kvinesdals kommun
- Lillesands kommun
- Lindesnes kommun
- Lyngdals kommun
- Risørs kommun
- Sirdals kommun
- Tvedestrands kommun
- Valle kommun
- Vegårsheis kommun
- Vennesla kommun
- Åmli kommun
- Åserals kommun

## Akershus fylke
- Askers kommun
- Aurskog-Hølands kommun
- Bærums kommun
- Eidsvolls kommun
- Enebakks kommun
- Frogns kommun
- Gjerdrums kommun
- Hurdals kommun
- Jevnakers kommun
- Lillestrøms kommun
- Lunners kommun
- Lørenskogs kommun
- Nannestads kommun
- Nes kommun
- Nesoddens kommun
- Nittedals kommun
- Nordre Follo kommun
- Rælingens kommun
- Ullensakers kommun
- Vestby kommun
- Ås kommun

## Buskerud fylke
- Drammens kommun
- Flesbergs kommun
- Flå kommun
- Gols kommun
- Hemsedals kommun
- Hols kommun
- Hole kommun
- Kongsbergs kommun
- Krødsherads kommun
- Liers kommun
- Modums kommun
- Nesbyens kommun
- Nore og Uvdals kommun
- Ringerike kommun
- Rollags kommun
- Sigdals kommun
- Åls kommun
- Øvre Eikers kommun

## Finnmark fylke
- Alta kommun
- Berlevågs kommun
- Båtsfjords kommun
- Gamviks kommun
- Hammerfests kommun
- Hasviks kommun
- Karasjoks kommun
- Kautokeino kommun
- Lebesby kommun
- Loppa kommun
- Måsøy
- Nesseby kommun
- Nordkapps kommun
- Porsangers kommun
- Sør-Varangers kommun
- Vadsø kommun
- Vardø kommun

## Innlandet fylke
- Alvdals kommun
- Dovre kommun
- Eidskogs kommun
- Elverums kommun
- Engerdals kommun
- Etnedals kommun
- Folldals kommun
- Gausdals kommun
- Gjøviks kommun
- Grans kommun
- Grue kommun
- Hamars kommun
- Kongsvingers kommun
- Lesja kommun
- Lillehammers kommun
- Loms kommun
- Løtens kommun
- Nord-Aurdals kommun
- Nord-Frons kommun
- Nord-Odals kommun
- Nordre Lands kommun
- Os kommun
- Rendalens kommun
- Ringebu kommun
- Ringsakers kommun
- Sels kommun
- Skjåks kommun
- Stange kommun
- Stor-Elvdals kommun
- Søndre Lands kommun
- Sør-Aurdals kommun
- Sør-Frons kommun
- Sør-Odals kommun
- Tolga kommun
- Trysils kommun
- Tynsets kommun
- Vangs kommun
- Vestre Slidre kommun
- Vestre Totens kommun
- Vågå kommun
- Vålers kommun, Innlandet
- Østre Totens kommun
- Øyers kommun
- Øystre Slidre kommun
- Åmots kommun
- Åsnes kommun

## Møre og Romsdal fylke
- Aukra kommun
- Aure kommun
- Averøy kommun
- Fjords kommun
- Giske kommun
- Gjemnes kommun
- Hareids kommun
- Harams kommun
- Herøy kommun, Møre og Romsdal
- Hustadvika kommun
- Kristiansunds kommun
- Molde kommun
- Rauma kommun
- Sande kommun
- Smøla kommun
- Stranda kommun
- Sula kommun
- Sunndals kommun
- Surnadals kommun
- Sykkylvens kommun
- Tingvolls kommun
- Ulsteins kommun
- Vanylvens kommun
- Vestnes kommun
- Volda kommun
- Ålesunds kommun
- Ørsta kommun

## Nordland fylke
- Alstahaugs kommun
- Andøy kommun
- Beiarns kommun
- Bindals kommun
- Bodø kommun
- Brønnøy kommun
- Bø kommun, Nordland
- Dønna kommun
- Evenes kommun
- Fauske kommun
- Flakstads kommun
- Gildeskåls kommun
- Grane kommun
- Hadsels kommun
- Hamarøy kommun
- Hattfjelldals kommun
- Hemnes kommun
- Herøy kommun, Nordland
- Leirfjords kommun
- Lurøy kommun
- Lødingens kommun
- Meløy kommun
- Moskenes kommun
- Narviks kommun
- Nesna kommun
- Rana kommun
- Rødøy kommun
- Røsts kommun
- Saltdals kommun
- Sortlands kommun
- Steigens kommun
- Sømna kommun
- Sørfolds kommun
- Træna kommun
- Vefsns kommun
- Vega kommun
- Vestvågøy kommun
- Vevelstads kommun
- Vågans kommun
- Værøy kommun
- Øksnes kommun

## Oslo
- Oslo kommun

## Rogaland fylke
- Bjerkreims kommun
- Bokns kommun
- Eigersunds kommun
- Gjesdals kommun
- Haugesunds kommun
- Hjelmelands kommun
- Hå kommun
- Karmøy kommun
- Klepps kommun
- Kvitsøy kommun
- Lunds kommun, Norge
- Randabergs kommun
- Sandnes kommun
- Sauda kommun
- Sokndals kommun
- Sola kommun
- Stavangers kommun
- Strands kommun
- Suldals kommun
- Time kommun
- Tysværs kommun
- Utsira kommun
- Vindafjords kommun

## Telemark fylke
- Bamble kommun
- Drangedals kommun
- Fyresdals kommun
- Hjartdals kommun
- Midt-Telemarks kommun
- Kragerø kommun
- Kviteseids kommun
- Nissedals kommun
- Nome kommun
- Notoddens kommun
- Porsgrunns kommun
- Seljords kommun
- Siljans kommun
- Skiens kommun
- Tinns kommun
- Tokke kommun
- Vinje kommun

## Troms fylke
- Balsfjords kommun
- Bardu kommun
- Dyrøy kommun
- Gratangens kommun
- Harstads kommun
- Ibestads kommun
- Karlsøy kommun
- Kvæfjords kommun
- Kvænangens kommun
- Kåfjords kommun
- Lavangens kommun
- Lyngens kommun
- Målselvs kommun
- Nordreisa kommun
- Salangens kommun
- Senja kommun
- Skjervøy kommun
- Storfjords kommun
- Sørreisa kommun
- Tjeldsunds kommun
- Tromsø kommun

## Trøndelag fylke
- Flatangers kommun
- Frosta kommun
- Frøya kommun
- Grongs kommun
- Heims kommun
- Hitra kommun
- Holtålens kommun
- Høylandets kommun
- Inderøy kommun
- Indre Fosens kommun
- Leka kommun
- Levangers kommun
- Lierne kommun
- Malviks kommun
- Melhus kommun
- Meråkers kommun
- Midtre Gauldals kommun
- Namsos kommun
- Namsskogans kommun
- Nærøysunds kommun
- Oppdals kommun
- Orkdals kommun
- Osens kommun
- Overhalla kommun
- Rennebu kommun
- Rindals kommun
- Røros kommun
- Røyrviks kommun
- Selbu kommun
- Skauns kommun
- Snåsa kommun
- Steinkjer kommun
- Stjørdals kommun
- Trondheims kommun
- Tydals kommun
- Verdals kommun
- Åfjords kommun
- Ørlands kommun

## Vestfold fylke
- Færders kommun
- Holmestrands kommun
- Hortens kommun
- Larviks kommun
- Sandefjords kommun
- Tønsbergs kommun

## Vestland fylke
- Alvers kommun
- Askvolls kommun
- Askøy kommun
- Aurlands kommun
- Austevolls kommun
- Austrheims kommun
- Bergens kommun
- Bjørnafjordens kommun
- Bremangers kommun
- Bømlo kommun
- Eidfjords kommun
- Etne kommun
- Fedje kommun
- Fitjars kommun
- Fjalers kommun
- Gloppens kommun
- Gulens kommun
- Hyllestads kommun
- Høyangers kommun
- Kinns kommun
- Kvams kommun
- Kvinnherads kommun
- Lusters kommun
- Lærdals kommun
- Masfjordens kommun
- Modalens kommun
- Osterøy kommun
- Samnangers kommun
- Sogndals kommun
- Solunds kommun
- Stads kommun
- Stords kommun
- Stryns kommun
- Sunnfjords kommun
- Sveio kommun
- Tysnes kommun
- Ullensvangs kommun
- Ulviks kommun
- Vaksdals kommun
- Viks kommun
- Voss kommun
- Årdals kommun
- Øygardens kommun

## Østfold fylke
- Aremarks kommun
- Fredrikstads kommun
- Haldens kommun
- Hvalers kommun
- Indre Østfolds kommun
- Markers kommun
- Moss kommun
- Rakkestads kommun
- Råde kommun
- Sarpsborgs kommun
- Skiptvets kommun
- Vålers kommun